# Jagerswijk, Spitsbergen en Kostverloren
Jagerswijk, Spitsbergen en Kostverloren is een voormalig waterschap in de provincie Groningen.
De naam is ontleend aan de buurtschappen Jagerswijk, Spitsbergen en Kostverloren. Het schap lag tussen Sappemeer, Noord- en Zuidbroek, in de hoek tussen het Winschoterdiep (zuidgrens) en de Noordbroeksterstraat/Noordbroeksterdiep (westgrens). De noord-oostpunt lag bij de noord-oostpunt van het gehucht 't Veen, bij de kruising van 't Veen en de huidige Nieuweweg. De noordgrens lag 450 m ten noorden van de weg Spitsbergen en de oostgrens ongeveer 450 m ten westen van de huidige Burgemeester Omtaweg en de Botjesweg. Het waterschap was verdeeld in drie onderdelen die elk een eigen bestuur hadden. De bemaling gebeurde met behulp van molen en een stoomgemaal, die beide uitsloegen op het Winschoterdiep.
Waterstaatkundig gezien ligt het gebied sinds 2000 binnen dat van het waterschap Hunze en Aa's.